# مستعر عظيم

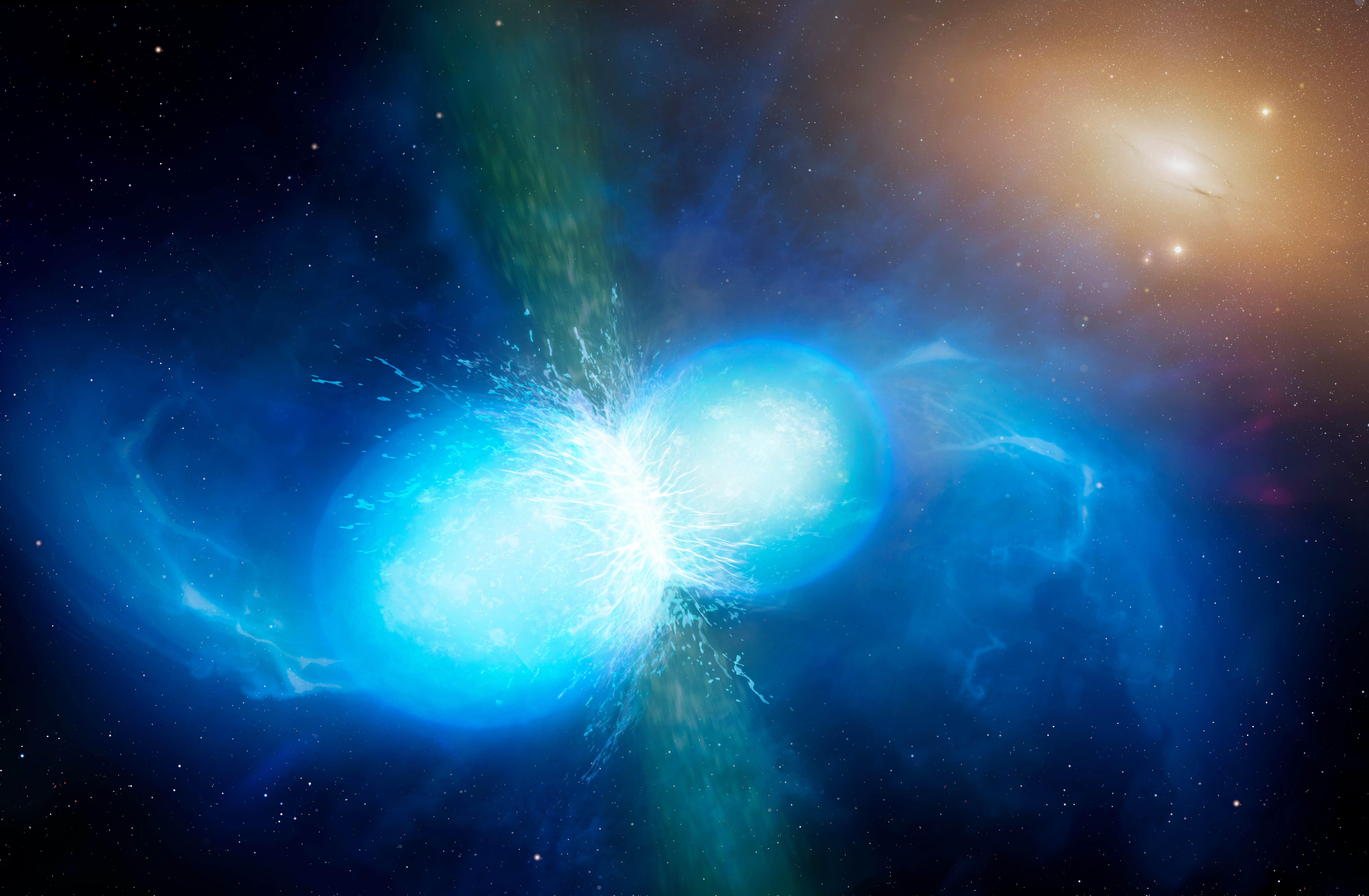
انطباع فنان لنجوم نيوترونية تندمج وتنتج موجات تثاقلية وينتج عنها مستعر عظيم

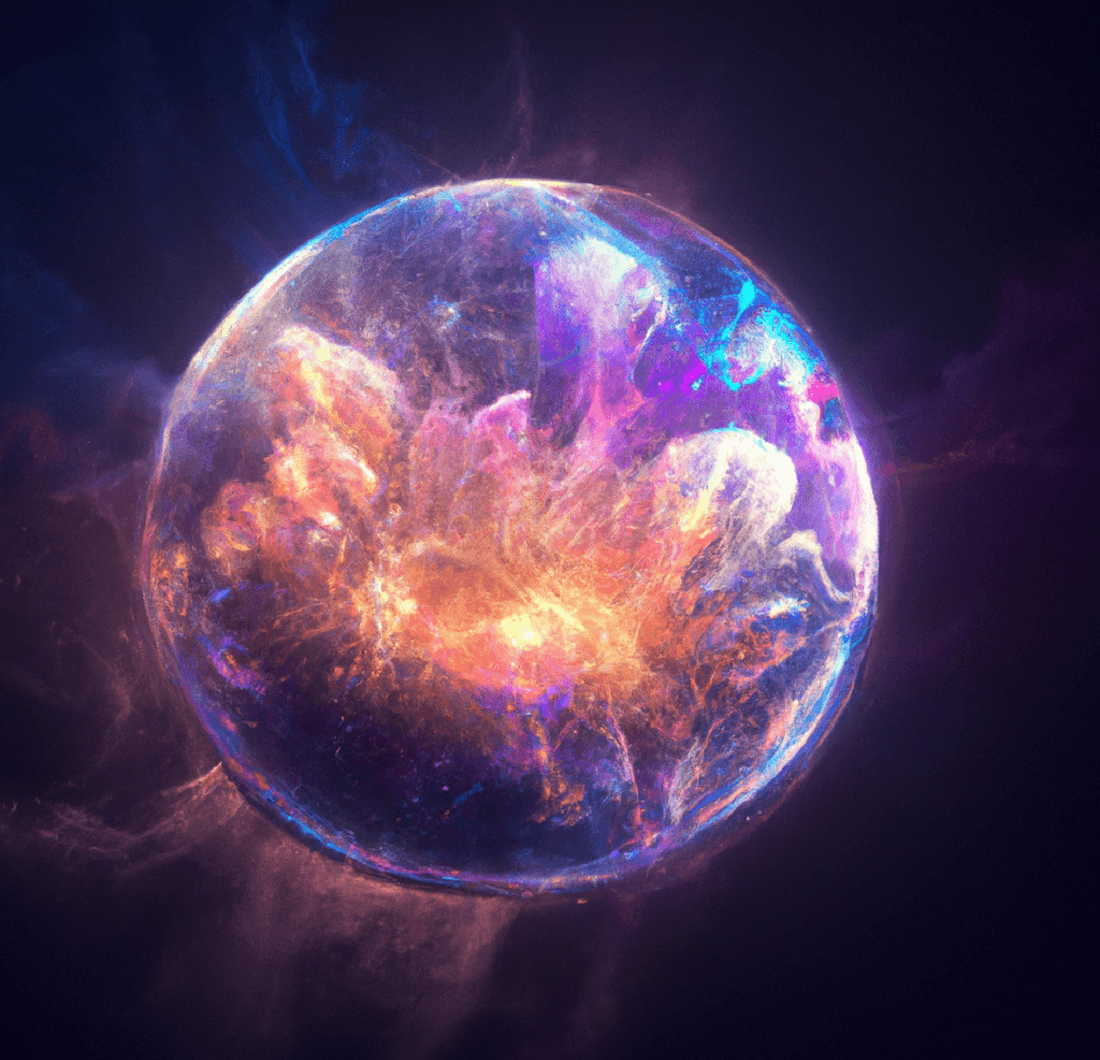
تصوير مستعر عظيم

مستعر عظيم (بالإنجليزية: Kilonova, Macronova) أو مستعر أعظم عملية آر (بالإنجليزية: r-process supernova) هو حدث فلكي يحدث عندما يندمج نجمان نيوترونيان أو نجم نيوتروني وثقب أسود في نظام ثنائي.
ينبعث الإشعاع الكهرومغناطيسي القوي بسبب انحلال الأيونات الثقيلة من عملية التقاط النيوترون السريعة التي يتم إنتاجها وإخراجها إلى حد ما خلال عملية إندماج الخواص - على غرار مستعر أعظم قصير الأجل خافت.
ويعتقد أن عملية اندماج ومسار هذا الزوج من النجوم الثنائية مصدر موجات جاذبية قوي.

## الملاحظات
1. ↑  أي illustration، لا ينبغي الخلط بينه وبين التصوير الضوئي (photography).